# Federico Cesarano
Federico Cesarano (n. 5 iulie 1886, Padova, Italia – d. 22 februarie 1969, Milano, Italia) a fost un scrimer ce a reprezentat Italia, medaliat olimpic. A participat la 2 ediții ale Jocurilor Olimpice (1920, 1924) în care a câștigat o medalie de aur.